# Chiesa di San Francesco (Oristano)
San Francesco è una chiesa di Oristano situata in via Sant'Antonio, nel centro storico, officiata dai Frati Minori conventuali che risiedono nell'annesso convento.

## Storia
I Francescani si insediarono a Oristano entro il 1253 e vi fondarono il convento e la chiesa di San Francesco. Dai pochi resti che sono pervenuti, si conosce che la chiesa duecentesca si presentava in stile gotico. Nel XIX secolo il precario stato di conservazione del complesso conventuale convinse l'arcivescovo di Oristano, Giovanni Maria Bua, sulla necessità della ricostruzione. Il progetto venne affidato al sassarese Antonio Cano, frate architetto formatosi all'Accademia di San Luca, a Roma. Demolita l'antica fabbrica nel 1835, il 17 febbraio 1836 si procedette alla posa e benedizione della prima pietra della nuova costruzione. L'8 settembre 1838, quando ancora non era terminata l'erezione della cupola ellittica prevista dal progetto del Cano, la fabbrica crollò. Successivamente l'architetto Gaetano Cima assunse l'incarico di elaborare un nuovo progetto, presentato nel 1841. Terminati i lavori, la nuova chiesa di San Francesco, eretta secondo i canoni del classicismo purista, venne aperta al culto nel 1847.

## Descrizione
La facciata, nella quale si aprono tre portali, è preceduta da un pronao, costituito da due pilastri e quattro colonne che reggono il timpano. Una cupola semisferica, con lanterna ottagonale, corona l'edificio. L'interno, a pianta centrale, presenta due capelle per lato. La cupola, decorata a cassettoni, è sorretta da pilastri e semicolonne con capitelli ionici. La prima cappella a sinistra ospita il Cristo di Nicodemo, notevole scultura lignea risalente al XIV secolo, di scuola spagnola, prototipo di una serie di crocifissi (tra i quali il crocifisso ligneo di Ollolai) custoditi in varie chiese della Sardegna.
Nella sacrestia sono custodite altre preziose opere, come il pannello (1533), un tempo parte di un retablo opera di Pietro Cavaro, raffigurante san Francesco mentre riceve le stigmate, e la statua marmorea (1368) probabilmente raffigurante san Basilio Magno, firmata da Nino Pisano.